# Wilder Damast
Wilder Damast ist meist ein in Handarbeit gefalteter und geschmiedeter Stahlverbund, der für Messer und Blankwaffen Verwendung findet.
Wilder Damast besteht aus ein paar Dutzend bis zu mehreren 100 Lagen. Die entstehenden unregelmäßigen „wilden“ Muster sind im Gegensatz zu maschinell/industriell hergestellten Damaststählen oft auch gewollt. Die Musterbildung wird bewusst reduziert. So ergibt sich ein kreativer, ursprünglicher, manchmal archaischer Eindruck. 
Siehe auch: Damaszener Stahl